# Mercedes-Benz OM601
De OM601, OM602 en OM603 dieselmotoren van Mercedes-Benz werden gebouwd vanaf 1983. De geheel nieuw ontwikkelde motoren, met respectievelijk vier, vijf en zes cilinders, waren de opvolgers van de OM615, OM616 en OM617 dieselmotor. Deze nieuwe serie is gebruikt vanaf de introductie in 1983 (in de 190D) tot in 2000 (in de Sprinter 212D). Met de vele Mercedes-Benz 200D/250D diesel personenwagens die meer dan 500.000 of 1.000.000 km op de teller hebben, wordt het wel beschouwd als de meest betrouwbare personenautomotor ooit geproduceerd, slechts vergelijkbaar met zijn voorganger OM615-617 uit de Mercedes-Benz W123.
De latere reeks OM604, OM605 en OM606 betroffen varianten met vier kleppen per cilinder.
De afkorting "OM" staat voor Oel-Motor (motor, die met lichte olie/diesel gestookt wordt) en duidt tot op vandaag de dieselmotoren van Mercedes-Benz.

## OM601 tot OM603
De motoren OM601 tot 603 hebben een cilinderkop uit lichtmetaal en een bovenliggende nokkenas, twee kleppen per cilinder die via hydraulische klepstoters bediend worden. De nokkenas en de (diesel)injectie pomp worden aangedreven door een duplex ketting vanaf de krukas. Een separate single ketting drijft de oliepomp aan. De nokkenas beweegt de kleppen via hydraulische kleppenstoters; klepspeling wordt zo automatisch aangepast. Ten opzichte van de voorgangers is het gietijzeren motorblok moderner uitgevoerd, met dunnere wanden en meer verstijvingsribben. Gewicht en afmetingen zijn duidelijk verminderd. De OM601 is tegenover de OM615 49 kg lichter (met olie en water).
Het gestegen vermogen werd verkregen door een hoger toerental; en een iets hoger draaimoment. De voorkamer injectie van de voorganger werd in geoptimaliseerde vorm behouden. Dat betekende in vergelijking met de concurrenten een iets lager vermogen, iets hoger verbruik, maar ook een stillere motor.
Als voorbeeld de technische gegevens van de OM601:
- vier cilinders in rij, 15° schuin naar rechts gelegen
- boring 87 mm, slag 84 mm, volume 1997 cm³
- compressie 22 : 1
- Lijn injectiepomp van Bosch
- Vermogen 53 kW/72 pk (later 55 kW) bij 4600 t/min
- Draaimoment 123 Nm bij 2800 t/min (later 126 Nm bij 2700 tot 3550 t/min)
- Maximaal toerental 5150 t/min

De andere motoren OM602 en OM603 onderscheiden zich slechts door een hoger aantal cilinders. Alle basisafmetingen, ook boring en slag zijn gelijk, evenals het vermogen per liter en het verloop van de koppelkromme. Alle zuigers, plunjers, voorkamers en injectoren zijn hetzelfde. Het volume van elke cilinder bedraagt krap 500 cm³. De vijfcilinder heeft een vermogen van 66 kW (90 pk) bij 2,5 liter voor het model 250D (later 69 kW), en de zescilinder bij 3,0 liter 80 kW (109 pk) in de 300D (later 83 kW).
Opmerkelijk is ook de thermostaatgestuurde diesel-voorverwarming door een koelmiddel-brandstof warmtewisselaar, waarover alle motoren van de OM601 tot OM603 beschikken. Daardoor is dichtslibben van de filters in de winter door vlokken zo goed als uitgesloten. De motoren kunnen daarnaast, zonder enige ombouw met plantaardige olie gestookt worden.
De zescilinder OM603 was later ook met turbo te krijgen. Voor transportbusjes en industriemotoren waren er versies met 15% meer volume. De vergrote zescilindermotor met turbo (3,5 liter) werd later deels ook in de S-Klasse (350SD voor de VS) ingezet.

## OM604 tot OM606
De voorkamer-motoren werden later van vier kleppen per cilinder voorzien en kregen de code OM604 tot OM606. Vanaf 1993 werden de OM605 en de OM606 (E 250 Diesel en E 300 Diesel) als atmosferische motoren in de E-klasse W124 gebouwd, waar daarnaast de tweekleppers (OM602 en OM603) als turbomotoren werden verkocht (E 250 turbodiesel en E300 turbodiesel). Het diesel-instapmodel van de W124, de E 200 diesel, behield ook de tweeklepper OM601.
De OM604 had in tegenstelling tot de OM605 en OM606 een grotere boring (89 mm) en slag (86,6 mm) en daarmee 2155 cm³ slagvolume. Vanwege het hoge toerental dat de motor aankon, haalde deze motor zonder turbo een vermogen van 70 kW (95 pk) bij 5000t/min en een koppel van 150 Nm bij 3100 t/min. Deze motor kwam als eerste in 1993 in de nieuwe C-Klasse W202 (C220 diesel) en had als enige Mercedes-dieselmotor een rotatiepomp van de firma Lucas in plaats van de legendarische en robuuste lijnpompen van Bosch. Deze Lucas-injectiepompen hadden en hebben vaker kwaliteitsproblemen, zodat een meer dan € 2000,= kostende vervanging van de injectiepomp ongeveer elke 100.000 tot 200.000 km nodig is. De OM604 is ook geleverd in de E-klasse W210 van 1995-1998 als E220 diesel.
De atmosferische motoren OM604 tot 606 hadden een vermogen van 70/83/100 kW bij 5000 t/min en een draaimoment van 150 (3100-4500 t/min)/173 (2000-4600 t/min)/210 Nm (2200-4600 t/min). Ze kenmerkten zich door hun stille loop en de, voor een diesel, ongewoon hoge toerentallen. Het gebrek aan koppel bij lage toerentallen werd hierdoor maar deels goedgemaakt.
Vanaf 1995 kwam de OM606 ook als turbodiesel in de E-klasse W210, de S-klasse en in de G-klasse met 130 kW (177 pk) bij 4400t/min en 330Nm koppel bij 1600t/min. De OM605 is ook met een turbo geleverd namelijk in de W202 C250 turbodiesel.

## Toepassing van de OM601 (viercilinder)
- 2,0 liter (1997 cm³), Typ OM 601 D 20 met 53–55 kW
  - 190 D (W201) 1983–1993
  - 200 D/E 200 Diesel (W124) 1984–1995
- 2,3 liter (2299 cm³) in bestelwagens (Vito 108D & 110D) en als industriële motoren
  - OM 601 D 23, atmosferische motor in bestelwagens 58 kW
  - OM 601 A-2.3, met turbo, in bestelwagens 71 kW
- Mercedes Unimog
- Industriële motoren:
  - Stoomgeneratoren
  - Heftrucks
  - Scheepsmotoren

## Toepassing van de OM602/OM605 (vijfcilinder)
De OM602-motor is een 5-cilinder diesel van 2497 cc. De motor was ook uitgeboord tot een capaciteit van 2874 cc (2.9L) en gebruikt in de Phase 1 Mercedes Sprinters, de Ssangyong Musso en Korando modellen en zelfs in de 1996-1999 modellen van de E-Klasse.
De motor was beschikbaar in atmosferische en turbocharged varianten met twee kleppen per cilinder.
Op vroege modellen van 2497 cc is de dieselinjectie indirect. Een Bosch PES lijn-injectie-pomp met een mechanische timing en een vacuüm-bediende stop functie. De pomp wordt gesmeerd door een verbinding met de motoroliecirculatie en diesel hevelpomp is aan de zijkant van de injectiepomp bevestigd.
Voorgloeien gebeurt door gloeibougies met automatische voorgloeitijd.
- 2,5 liter (2497 cm³) type (OM 602 D 25)
  - 190 D 2.5 (W201), 66-69 kW, 1984–1993
  - 250 D (W124),66-69 kW, 1983–1993
- 2,5 liter (2497 cm³) type (OM 602 D 25 A)
  - 190 D 2.5 Turbo (W201), 90-93 kW, 1986–1993
  - 250 D-Turbo, E 250 Turbodiesel (W124) 83–93 kW, 1986–1995
- 2,5 liter (2497 cm³) type (OM 605 D 25) met vierkleppen per cilinder
  - C 250 Diesel (W202), 83 kW, 1993-1996
  - C 250 Turbodiesel (W202), 110 kW, 1995-2000
  - E 250 Diesel (W124), 83 kW, 1993-1996
- 2,9 liter motor, uitgeboorde versie met directe inspuiting (TDI) (OM 602 DE 29 LA)
  - in de G-Klasse (W461) en E-Klasse (W210)
  - als industriemotor
  - im Unimog Baureihe 408 (U90)

### Overgangsmodel 2,9 liter vijfcilinder

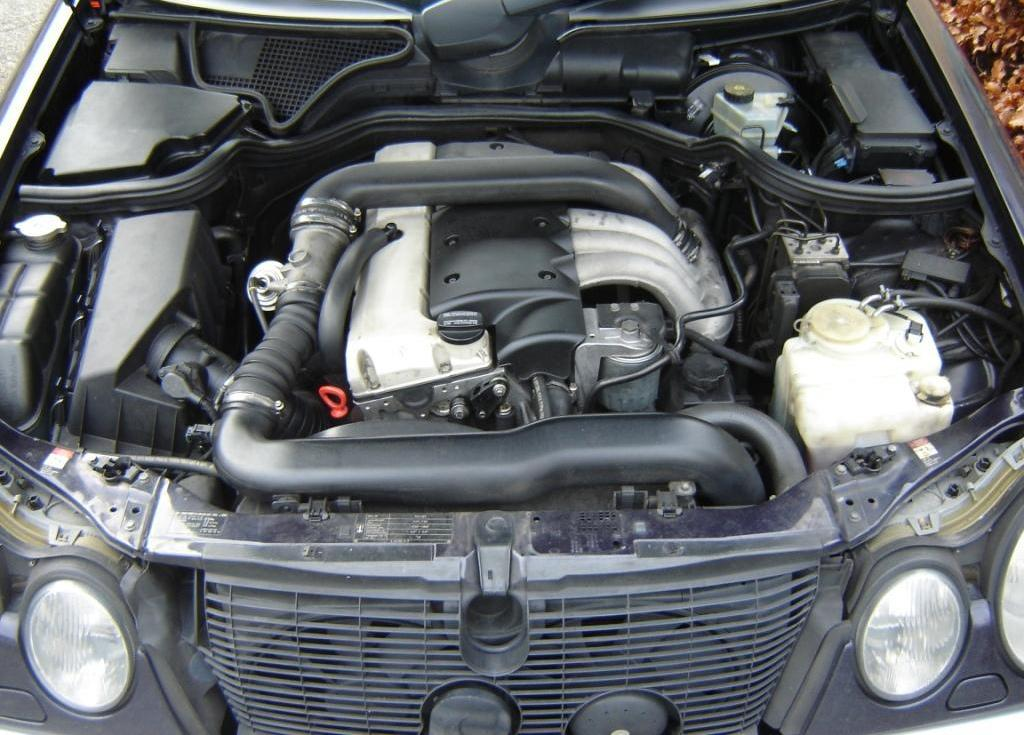
Mercedes-Benz OM602.982 in W210 E-Klasse E290td

Een uitzondering was de vijfcilinder OM602.982 (OM602 DE 29 LA) met 2,9 liter volume, gebouwd in de E-Klasse W210 van 1996-1999 met turbolader en intercooler. Dit was de eerste Mercedes personenwagendiesel met directe inspuiting, hoewel zonder common-railsysteem (CDI) en vierkleppentechniek. Ondanks een speciale injectie en zeer getemperde prestatie had de motor het luide geluidsbeeld van een direct ingespoten diesel van de eerste generatie. Slechts door rijkelijke toepassing van dempingsmateriaal kon het geluid onder controle worden gebracht.
Deze motor is in de E-Klasse W210 (verkocht als E 290 Turbodiesel) met 95 kW (129 pk) bij 4000 t/min en 300 Nm bij 1800-2300 t/min, in de G-Klasse met 70–88 kW (95–120 pk) en in de Sprinter met 90 kW (122 pk), en ook in de Unimog U90 (408). Deze motor gebruikt daarbij een Bosch VE rotor distributie injectie pomp met elektronische timing. Het langst (tot ca. 2002) bevond deze motor zich bij Mercedes in de grotere transporter Vario 512D/612D (met 116 pk).
Een versie met 88 kW (120 pk) is door SsangYong onder licentie gebouwd in de Musso, Korando en zelfs nog tot 2006 in de Rexton RJ 290.

### Lijst met types van de OM602 Mercedes vijfcilinder dieselmotor
| Modelnaam                                                        | Bouwtijd        | Type code: OM602...       | Vermogen in kW (pk)                        |
| OM 602.xxx (vijfcilinder diesel)                                 |                 |                           |                                            |
| W201 190 2.5 D & 250 D                                           | 04/1985–06/1993 | .911 & .912 & .930 & .931 | 66 (90) (tot '89) en 69 (94) (vanaf '89)   |
| G-Klasse 250 GD 4x4                                              | 04/1985–06/1993 | .938 & .939               | 66 (90) (tot '89) en 69 (94) (vanaf '89)   |
| 210 & 310 & 410 2,9 D.                                           | 10/1988 → ?     | .940 & .942               | 72 (98) of 75 (102)                        |
| G-Klasse 290 GD 4x4                                              | 10/1988 → ?     | .946 & .947               | 72 (98) of 75 (102)                        |
| W201 190 2.5 Turbo & W 124 250 D Turbodiesel                     | 01/1987–1993    | A.961 & A.962             | 90 (122) (tot '88) en 92 (126) (vanaf '88) |
| Sprinter 2,5 Turbo-D.                                            | 01/1987–1993    | A.963                     | 90 (122) (tot '88) en 92 (126) (vanaf '88) |
| 212D & 312D & 412D & Sprinter 2.9 TD.                            | 02/1995–04/2000 | A.980 & A.986             | 90 (122)                                   |
| 512D & 612D Vario                                                | 1995–2002       | A.982 & A.984             | 85 (116)                                   |
| G-Klasse 290 GD Turbodiesel                                      | 07/1997–09/2000 | A.983                     | 88 (120)                                   |
| W210 E290 Turbodiesel                                            | 03/1996–07/1999 | A.982                     | 95 (129)                                   |
| Mercedes-Benz Unimog type 408 2,9-liter atmosferische diesel U90 | 1992–2001       | A.941                     | 66 (90)                                    |

## Toepassing van de OM603/OM606 (zescilinder)
- 300 D/E 300 Diesel (W124) 1985-1993 1994-1995
- 300 D-Turbo/E 300 Turbodiesel (W124) 1986-1995
- 300 CD-Turbo/E 300 Turbodiesel (W124) 1986-1995
- 300 SDL Turbodiesel (W126) 1985-1987
- 300 SD Turbo (W140) 1992-1993
- als atmosferische motor eerst met 80 kW, later met 85 kW, als laatst 100 kW
- als Turbo met 105, later 108 kW
  - uitgeboorde versie met 3,5 l
  - als industriële motor (atmosferisch)
  - als Turbomotor
  - 350 GD-Turbo (W463), 100 kW, OM603
  - G 300 Turbodiesel (W463), 130 kW, OM606
  - 350 SD / SDL Turbodiesel (W126) 1990-1991
  - S 350 Turbodiesel (W140) 1993-1997